# Lymantria ganara
Lymantria ganara är en fjärilsart som beskrevs av Moore 1859. Lymantria ganara ingår i släktet Lymantria och familjen tofsspinnare. Inga underarter finns listade i Catalogue of Life.